# Полтар (район)
Район Полтар (словац. Okres Poltár) — район Словакии. Находится в Банскобистрицком крае.

## Население
| Год:        | 1994   | 2004    | 2014    | 2024    |
| ----------- | ------ | ------- | ------- | ------- |
| Broj ljudi: | 23 209 | 22 893  | 22 074  | 20 135  |
| Разница:    |        | −1,36 % | −3,57 % | −8,78 % |

### Статистические данные (2001)
Национальный состав:
- Словаки — 96,1 %
- Цыгане — 1,5 %
- Венгры — 1,2 %

Конфессиональный состав:
- Католики — 57,5 %
- Лютеране — 21,8 %